# Дерек Сікуа
Девід Дерек Сікуа (англ. David Derek Sikua) — політичний діяч держави Соломонові Острови.

## Життєпис
Народився 10 жовтня 1959 року у селі Нгалітоветі в провінції Гуадалканал. З 1982 по 1986 роки працював учителем у середній школі. У 1985 році здобув вчений ступінь в університеті Південного Квінсленду (Австралія), 1992 року — в Університеті Монаша (Австралія). З 1986 працював у міністерстві освіти Соломонів, з 1993 до 2005 був секретарем у різних міністерствах. У 2006 став депутатом парламенту країни, у 2006—2007 був міністром освіти в уряді Манассе Согаваре, потім перейшов до нього в опозицію і був обраний у парламенті 20 грудня 2007 року прем'єр-міністром Соломонів. Належить до Ліберальної партії. Однак після парламентських виборів 2010 року новий парламент не обрав його прем'єр-міністром і він пішов 25 серпня 2010 у відставку.